# كفر سوم (إربد)
كفر سوم بلدة أردنية تتبع لواء بني كنانة الواقع في محافظة إربد شمال الأردن على الحدود السورية.

## أعلام
- كايد مفلح عبيدات
- محمد فرحان عبيدات